# Françoise Héritier
Françoise Héritier (Veauche, 15 de novembre de 1933 - París, 15 de novembre de 2017) va ser una etnòloga i antropòloga francesa.

## Biografia
Françoise Heritier va néixer el 15 de novembre a Veauche a la Loire, i segons ella explica "en una família d'una petita i raonable burgesia sorgida de la pagesia". Va estudiar a París, a les escoles Racine i Fénelon. El 1953, després de fer un seminari sobre impartit per Claude Lévi-Strauss sobre "el parentesc a Fidji" va començar el seu interès per l'antropologia social.
El 1957 va viatjar a Àfrica i a l'Alt Volta (actual Burkina Faso) va iniciar una sèrie d'estudis, que va seguir anys després, sobre els comportaments dels Mossis, els Bobo, els Dogon i els Samos.
Va començar la seva carrera professional el 1957 a l'Institut de Ciències Humanes Aplicades de Bordeus. Quatre anys després, es va convertir en directora del Centre d'anàlisi i investigació de documents d'Àfrica negra.
Especialista en els estudis sobre les diferències i desigualtats entre el femení i el masculí, Héritier esdevé successora de Lévi-Strauss, el pare de l'estructuralisme antropològic francès, aprofundint sobre la teoria de l'aliança i de la prohibició de l'incest, basats en la noció de la circulació de dones.
Activista feminista compromesa, especialment amb el Partit Socialista Francès.
Succeí a Claude Lévi-Strauss al Collège de France, creant la seva pròpia càtedra d'estudis comparats de les societats africanes (1982-1998).
Ella, que va dedicar gran part de la seva investigació als fonaments de la dominació masculina, va recordar amb humor que quan Claude Lévi-Strauss, l'havia presentat el 1957 per a una missió finançada per l'AOF, durant un temps no la van acceptar pel fet de ser una dona.

### Carrera professional[3]
- 1957-1958: Investigadora a l'Institut de Ciències Humanes Aplicades de Burdeus
- 1959-1960: Investigadora a l'Institut Nacional d'estudis demogràfics
- 1961-1966: Cap de treballs a l'Escola d'Alts Estudis en Ciències Socials
- 1982-1999: Professora al "Collège de France"
- 1989-1995: Presidenta del Consell Nacional del SIDA[2]

## Premis i distincions
- 1978: Medalla de plata del CNRS[3]
- 1994: Doctor honoris causa per la Universitat Lliure de Brussel·les[3]
- 1999: Doctor honoris causa per la Universitat de Lausana[3]
- 2003: Premi Irène-Joliot-Curie[2]
- 2003: Gran Creu de l'Orde Nacional del Mèrit
- 2012: Premi Simone-Veil
- 2014: Gran Oficial de la Legió d'Honor[3]
- 2017: Premi Femina[2]

## Obres destacades
- 1981: L'exercice de la paranté (Gallimard)
- 1994: De l'inceste amb Boris Cyrulnik, Aldo Naori i la col·laboració de Dominique Vrignaud i Margarita Xanthakou (Odile Jacob)
- 1994: Les Deux Soeurs et leus mère: anthropologie de l'inceste (Odile Jacob)
- 1996: Masculin-Fémenin I, La Pensée de la différance (Odile Jacob)
- 2002: Masculin-Fémenin II, Dissoudre la hiérarchie (Odile Jacob)
- 2010: Hommes, femmes la construction de la différance (Le Pommier)
- 2012: Le Sel de la vie (Odile Jacob)
- 2013: Le Goût des mots (Odile Jacob)
- 2017: Au gré des jours (Odile Jacob)